# Língua norte-occitana

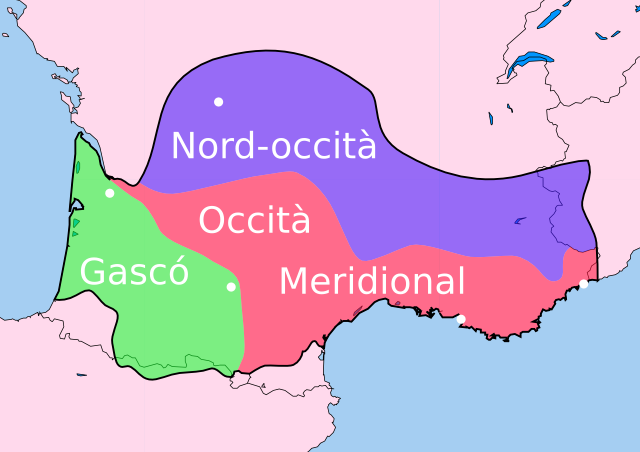
O Norte-Occitano, em roxo neste mapa

O Norte-Occitano é um dialeto occitano, que inclui o Auvernês o Limousin e Vivaro-Alpino A língua é dividida em três áreas principais dialeto: Northern Occitan (Limousin, Auvergne, Vivaro-Alpina) Occitan Médio, que está mais próxima da linguagem medieval (Languedoc e Provence, no sentido estrito) e Gascão (a oeste do Garonne). O occitano continental do norte chamado Norte-Occitano (Limousin, Auvergne, Provence Alpes) distingue-se pela inclusão avançado evolução fonética (palatalização do CA e GA latim, por exemplo, Gallus> jal para designar o galo). Seu alcance se estende a partir de Limousin em Piemonte através da Auvergne e Delfim, e inclui também uma colônia Waldensian na Calábria, Guardia Piemontese. 

## Caracterização
A fonética do Norte-Occitano difere notavelmente da fonética de outros dialetos do occitano pela palatalização latina em cha e ja de ca e ga. Em outras palavras, o Norte-Occitano combina as características e inovações, incluindo conservações em morfologia. 
cha et ja des ca et ga latins